# ザイン＝ハヒェンブルク伯領

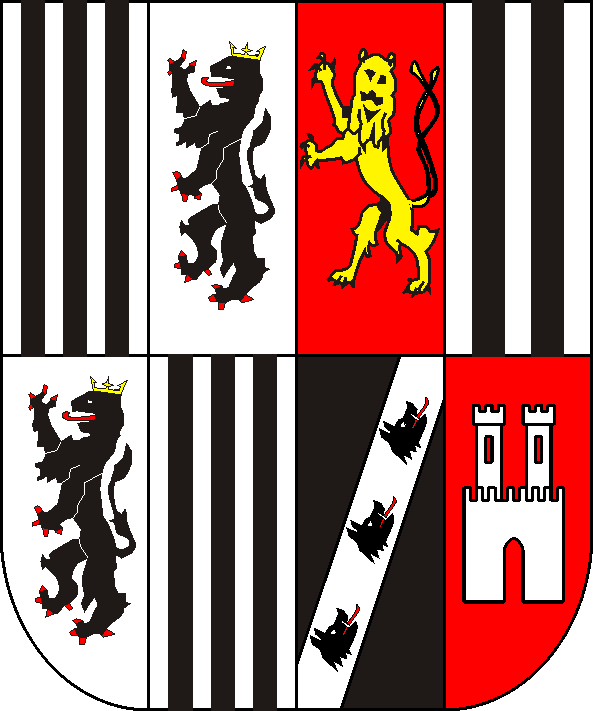
キルヒベルク家が治めていた時期のザイン＝ハヒェンブルク伯領の紋章

ザイン＝ハヒェンブルク伯領（Grafschaft Sayn-Hachenburg）は、神聖ローマ帝国の帝国直属身分（Reichsunmittelbarkeit）の領邦。現在のドイツ・ラインラント＝プファルツ州のヴェスターヴァルト地方（Westerwald）に存在した。1636年にザイン伯爵領の分割相続により成立した。主都はハヒェンブルク。

## 歴史
ハヒェンブルクの商業地区は、1200年頃からザイン伯爵家の保護を受けており、その後もハヒェンブルクはザイン伯領の行政組織の中核地域として重要な役割を果たしていた。1606年にザイン伯爵家の家系が途絶えると、傍系のザイン＝ヴィトゲンシュタイン伯爵家から継嗣が迎えられ、ザイン＝ヴィトゲンシュタイン＝ザイン家（Sayn-Wittgenstein-Sayn）を称した。
1636年に伯爵ルートヴィヒ（在位1632年 - 1636年）の死により再びザイン伯爵家の男系が絶えると、亡き伯爵の母ルイーゼ・ユリアーネ・フォン・エアバッハ（1603年 - 1670年）が伯領の摂政となり、2人の娘エルネスティーネ（1626年 - 1661年）とヨハネッテ（1632年 - 1701年）に、ザイン伯爵領を分割相続させることを決めた。前者はザイン＝ハヒェンブルク伯爵領を、後者はザイン＝アルテンキルヒェン伯爵領をそれぞれ受け取ることになった。しかしケルン大司教の治めるケルン選帝侯領（Kurköln）が圧力をかけたため、分割相続は1649年まで実行に移されなかった。
ハヒェンブルク伯爵領の所有権は、エルネスティーネの嫁ぎ先のマンダーシャイト＝ブランケンハイム伯爵家（Grafschaft Manderscheid-Blankenheim）から、1715年には彼女の娘の嫁ぎ先であるキルヒベルク城伯家（Burggrafen von Kirchberg）に移った。伯爵領は1800年の時点で、約250km²の面積におよそ1万2000人程度の人口を抱えていた。
1799年、キルヒベルク家の男系が絶えると、同家の女子相続人と結婚していたナッサウ＝ヴァイルブルク侯フリードリヒ・ヴィルヘルムがハヒェンブルクを獲得した。1806年にナッサウ＝ヴァイルブルクとナッサウ＝ウジンゲンが合邦してナッサウ公国を形成した際、ハヒェンブルク伯爵領はウジンゲン侯領に属していたザイン＝アルテンキルヒェン伯爵領と、再統合された。
1815年のウィーン会議の結果、ハヒェンブルク伯領の構成地域の一部はプロイセン王国領となり、残部はナッサウ公国に留まった。その残部も1866年にはナッサウ公国ともどもプロイセンに併合され、1946年にラインラント＝プファルツ州に属した。

## ザイン＝ハヒェンブルク伯
| 名前                                                                     | 開始   | 終了   | 備考                                                   |
| ------------------------------------------------------------------------ | ------ | ------ | ------------------------------------------------------ |
| エルネスティーネ・ツー・ザイン＝ヴィトゲンシュタイン＝ザイン             | 1636年 | 1661年 | ザイン＝ヴィトゲンシュタイン＝ザイン伯ルートヴィヒの姉 |
| マンダーシャイト＝ブランケンハイム伯マクシミリアン                       | 1661年 | 1675年 | エルネスティーネの息子                                 |
| マグダレーナ・クリスティーナ・フォン・マンダーシャイト＝ブランケンハイム | 1675年 | 1715年 | エルネスティーネの娘                                   |
| キルヒベルク城伯ゲオルク・フリードリヒ                                   | 1715年 | 1749年 | マグダレーナ・クリスティーナの息子                     |
| キルヒベルク城伯ヴィルヘルム・ルートヴィヒ                               | 1749年 | 1751年 | ゲオルク・フリードリヒの息子                           |
| キルヒベルク城伯ヴィルヘルム・ゲオルク                                   | 1751年 | 1776年 | ヴィルヘルム・ルートヴィヒの息子                       |
| キルヒベルク城伯ヨハン・アウグスト                                       | 1776年 | 1799年 | ゲオルク・フリードリヒの息子                           |
| ナッサウ＝ヴァイルブルク侯フリードリヒ・ヴィルヘルム                     | 1799年 | 1816年 | ヴィルヘルム・ゲオルクの娘婿                           |